# Francisco Lázaro
Francisco Lázaro (Benfica, Lisboa, 10 de outubro de 1889 – Estocolmo, 15 de Julho de 1912), batizado Francisco da Silva, foi um atleta português. Fez parte da primeira equipa olímpica portuguesa nos Jogos Olímpicos de 1912, em Estocolmo, Suécia, onde participou na prova da maratona. Lázaro desfaleceu durante a prova e veio a morrer poucas horas depois.

## Biografia
Nasceu a 10 de outubro de 1889 na freguesia de Benfica, em Lisboa, tendo sido batizado a 24 de novembro de 1889 na igreja de Benfica, com o nome de Francisco da Silva, como filho de Lázaro da Silva, carpinteiro segundo algumas fontes e leiteiro segundo o registo de batismo de Francisco Lázaro, natural de Santo Quintino, Sobral de Monte Agraço, e de Francisca Maria, natural de Benfica, Lisboa. Passaria a ser conhecido como Chico do Lázaro no bairro de Benfica, razão pela qual adotou legalmente o nome Francisco Lázaro.
Francisco Lázaro era carpinteiro na Ferreira & Viegas, uma fábrica de carroçarias de automóveis situada na Travessa dos Fiéis de Deus. no Bairro Alto, em Lisboa. Não tinha treinador e começou por ser futebolista no Grupo Sport Benfica (um clube que viria a estar na origem do futuro Sport Lisboa e Benfica), mas desistiu após ter sido pontapeado na cabeça durante um jogo de futebol, ficando com um corte profundo na cara. Uma vez que não tinha dinheiro para o bilhete do elétrico, Lázaro corria diariamente de Benfica até ao Bairro Alto, desafiando em velocidade os transportes públicos elétricos.

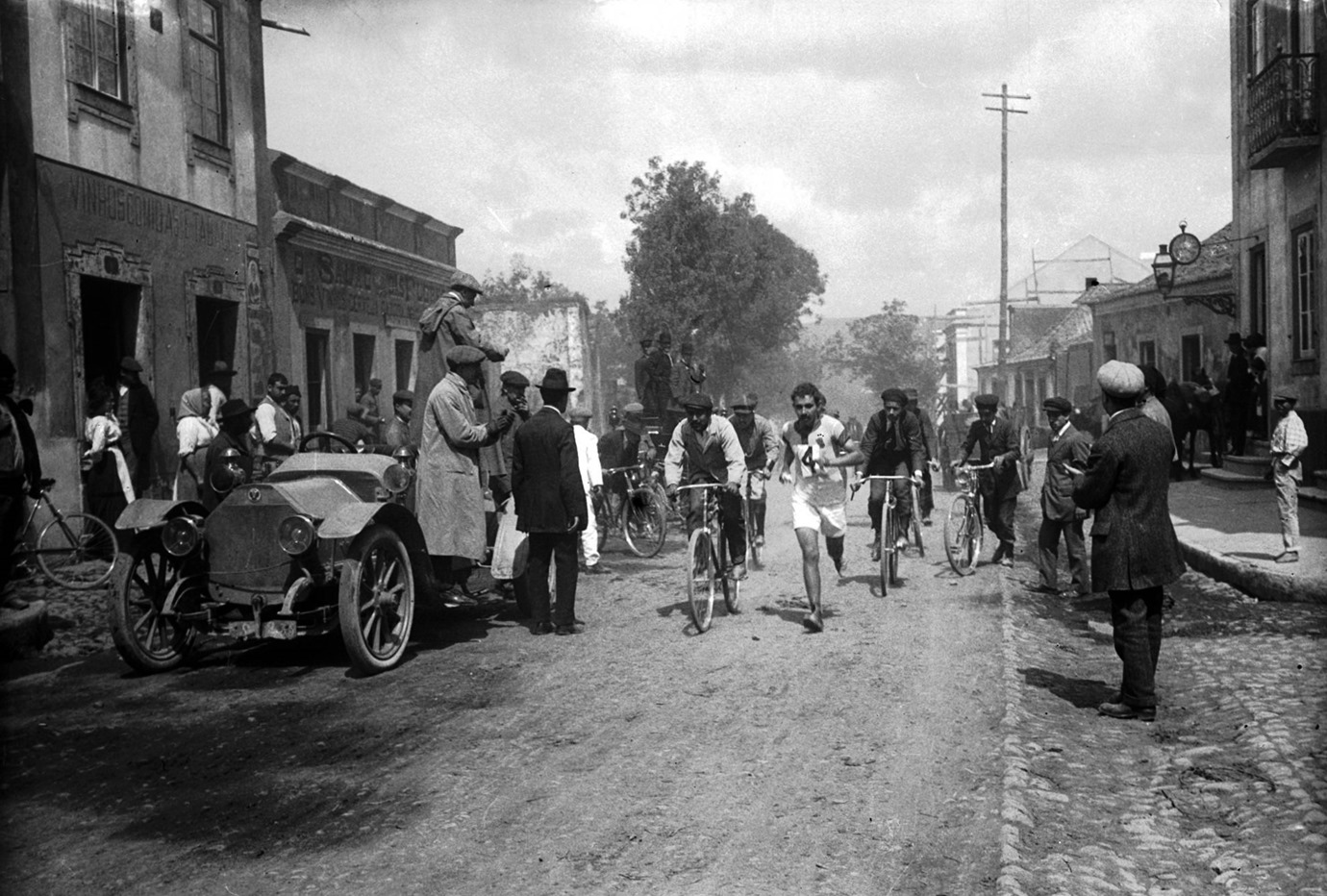
Francisco Lázaro a correr uma maratona em Lisboa, já em 1912.

Por convite do diretor da revista Tiro & Sport, que, ao viajar no elétrico, reparou em Lázaro a correr, e apesar de não competir em nenhum clube - atividade reservada habitualmente, nessa época, à alta sociedade -, Lázaro participou na dita Maratona Portuguesa, uma corrida de 24 km patrocinada por José Pinto Leite, 2.º Conde de Penha Longa. Nessa prova, obteve a sua primeira vitória. Ainda em 1908, venceu o circuito de Linda-a-Pastora. Em 1909 não competiu, devido a uma doença pulmonar grave. Em 1910, triunfou na primeira verdadeira maratona realizada em Portugal, com partida e chegada na Praça Duque de Saldanha, em Lisboa, numa distância próxima da olímpica (42,8 km), com 2h57m35s, com o 2.º classificado a cerca de 15 minutos. 
Em 1911, Lázaro venceu de novo, desta vez com o tempo de 3h09m57s, passando a ter uma enorme popularidade. Ainda em 1911, foi convidado por Cosme Damião a ingressar no Sport Lisboa e Benfica, tendo representado este clube quando venceu o primeiro corta-mato realizado em Portugal, com 4200 metros de percurso, no Campo do Lumiar, em formato de corrida de obstáculos. Também em 1911, e em representação do SLB, venceu a prova dos trinta quilómetros do Sport Clube Progresso.
Em 1912, mudou-se para o Lisboa Sporting Clube, liderado por José de Mascarenhas, que prometeu a Lázaro melhores condições de treino, higiene e alimentação, com o objetivo de ganhar uma medalha nos jogos olímpicos de Estocolmo, em 1912. O ano olímpico de 1912 começou uma nova vitória na maratona, em Lisboa, com 2h52m08s um percurso de 42,2 km particularmente difícil que incluía estradas esburacadas e a subida da Calçada de Carriche. Quatro anos antes, nos jogos de Londres, o vencedor da maratona olímpica, Johnny Hayes, tinha registado um tempo de cerca de 2h55m. Havia confiança que Lázaro pudesse ter um bom resultado em Estocolmo.

### Jogos de Estocolmo
A primeira representação portuguesa nos Jogos Olímpicos era constituída por Armando Cortesão, António Stromp e Francisco Lázaro, no atletismo, os lutadores Joaquim Vital e António Pereira e o esgrimista Fernando Correia, que era também chefe da delegação portuguesa. Lázaro foi o porta-estardarte na cerimónia de abertura dos jogos, a 5 de maio de 1912.

### Última corrida
Francisco Lázaro almoçou às 10 horas de domingo, 14 de Julho de 1912. Os seus colegas contaram que estava confiante. Foi levado de automóvel para o estádio, dirigindo-se para o balneário. Pouco antes do início da corrida da maratona, Armando Cortesão e Fernando Correia, seus colegas da equipa olímpica, foram procurar Lázaro que ainda não estava junto à partida. Encontraram-no a besuntar-se com sebo. Cortesão e Correia tentaram dissuadir Lázaro e tentaram que ele tomasse um banho, mas não havia tempo. Lázaro foi correr a maratona todo besuntado com sebo, com os poros da pele tapados, o que impedia a transpiração cutânea. Esta versão dos acontecimentos é, contudo, contestada pelos resultados da autópsia, que não detetou vestígios de sebo na pele de Francisco Lázaro.
Devido às alturas temperaturas, a partida da prova, que deveria ter acontecido pelas 11h30, foi sendo sucessivamente adiada, tendo acabado por ser dada às 13h48, apesar de a maioria dos médicos da organização ter defendido que a prova apenas se realizasse ao final da tarde. O calor era sufocante - 32°C - e a temperatura chegou a superior os 40ºC durante a prova. Dos maratonistas inscritos 30 desistiram de participar e, dos 68 que partiram, apenas 35 completaram a prova.

“Ganho ou morro.”

— Frase atribuída a Francisco Lázaro antes da partida para a sua última corrida, Estocolmo, 14 de Julho de 1912

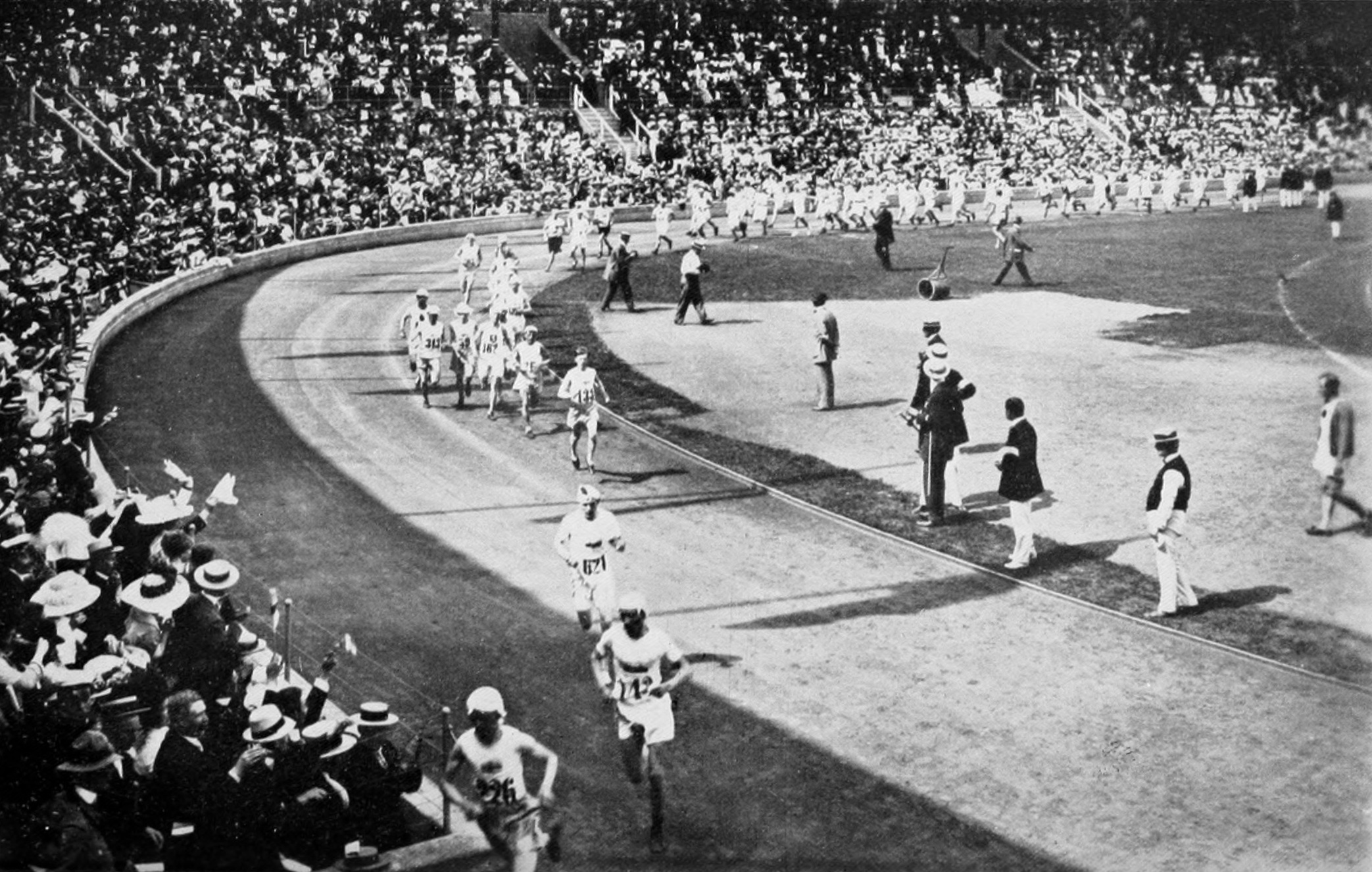
Pelotão à partida do estádio olímpico.

Lázaro começou bem a corrida na cabeça do pelotão. Os restantes 5 portugueses da equipa olímpica tinham-se colocado ao longo do percurso, para ajudarem e incentivarem Lázaro. Ao km 15, Lázaro era 27.º, com um atraso de 4 minutos para o líder da prova. Ao km 25, era 18.º, e seguia de muito perto os homens da frente. Terá dito que estava bem, apenas com sede, tendo bebido sofregamente a água que lhe foi dada. 

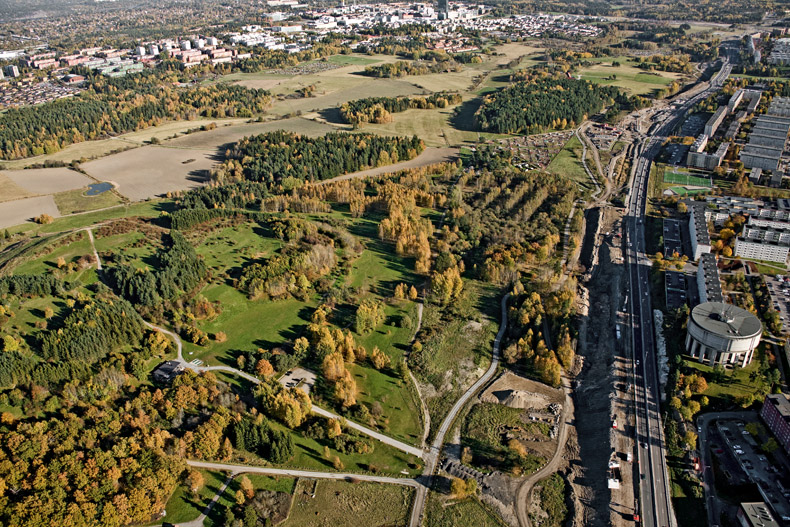
Vista aérea de Järvafältet.

Ao km 35, os colegas Pereira e Stromp, assim como Fernando Correia, aguardavam pela passagem de Lázaro, que nunca mais chegava, deixando-os preocupados (nesta altura tinha já sido também assinalado o desaparecimento do maratonista japonês Shizo Kanakuri, que desfalecera a meio da prova). Também alarmados, Cortesão e Fernando Correia, que estavam no estádio, entraram numa viatura e cumpriram, no sentido inverso, todo o percurso, sem encontrarem sinal de Lázaro. A triste notícia do abandono de Lázaro foi-lhes dada por António de Castro Feijó, o embaixador de Portugal na Suécia. Ao km 29, na colina de Öfver-Järva, Lázaro tinha cambaleado, caído por várias vezes e por várias vezes se levantado para continuar a prova, até cair para não mais se levantar. Um médico foi-lhe prestar assistência. Aplicou-lhe gelo em plena estrada. Levaram-no para o hospital onde lhe diagnosticaram erradamente uma meningite. Viria a morrer na madrugada do dia seguinte, às 6h20, aos 22 anos, deixando em Lisboa a namorada, Sofia, então grávida de cinco meses, não tendo chegado a conhecer a filha, chamada Francisca em homenagem ao pai, a qual nunca praticou desporto devido à morte de Francisco Lázaro.
A corrida e a medalha de ouro foi ganha por Kennedy Kane McArthur (2h36m54s), com a medalha de prata para Christian Gitsham, ambos sul-africanos. O americano Gaston Strobino conquistou a medalha de bronze.

### Morte
Segundo Armando Cortesão, um dos colegas de Lázaro nos jogos, Lázaro morreu por vários motivos: primeiro, porque se teria untado com sebo, o que se revela manifestamente implausível, uma vez que não só Lázaro não tinha meios financeiros e conhecimentos linguísticos para comprar sebo em Estocolmo, como essa substância era normalmente utilizada em provas de inverno, evitando o arrefecimento das articulações, e não de verão, época em que, a ter sido utilizado, derreteria de imediato, não podendo causar obstrução dos poros. Em segundo lugar, alega Armando Cortesão, Lázaro era um dos dois únicos atletas, num total de 71, a não usar protecção alguma na cabeça contra o sol, o que é desmentido por vários vídeos da época, que mostram diversos atletas a correr sem proteção na cabeça. A comunicação social da época especulava também acerca do uso de estupefacientes para aumentar a resistência muscular. Naquela altura, entre os atletas e os ciclistas, era comum usarem uma mistura a que chamava emborcação. Essa mistura era constituída por 4 claras de ovos, 1 gema de ovo, 450ml de água destilada, 700ml de essência de terebentina retificada e 700g de ácido acético. Além disso, Lázaro costumava alegadamente tomar estricnina, o que foi desmentido pela direção do Sport Lisboa e Benfica, clube que Lázaro representou, e por Armando Cortesão.
A autópsia do cadáver de Lázaro, realizada pelo médico Folke Henchen, também contraria as alegações de Armando Cortesão, uma vez que determinou que a causa da morte foi desequilíbrio hidro-electrolítico irreversível (ou seja, desidratação extrema). A autópsia mostrou também um fígado "completamente mirrado, do tamanho de um punho fechado e rijo, a tal ponto que só se conseguira partir a escopro, como se fosse uma pedra" (Nolasco, 1985).
Numa outra versão, o neto de Francisco Lázaro, Eduardo Lázaro da Silva (filho de Francisca Lázaro), alega que Francisco Lázaro se teria recusado a participar na prova devido às altas temperaturas, embora tenha acedido a participar - "ou ganho, ou morro" - após insistência dos organizadores do Comité Olímpico de Portugal. Francisco Lázaro teria manifestado, no entanto, protesto pela realização da prova nas condições climatéricas extremas que se verificavam, recusando-se a utilizar proteção na cabeça contra o sol. Esta versão colide com declarações do próprio Francisco Lázaro à imprensa, durante os jogos olímpicos, tendo este afirmado que o calor não o incomodava e não seria motivo de desistência.
A morte de Lázaro foi, após a autópsia, considerada acidental e causada pelo sol, não tendo sido detetados quaisquer vestígios de sebo, emborcação ou estricnina na pele de Francisco Lázaro.
O corpo de Francisco Lázaro esteve durante quase dois meses numa capela em Estocolmo, uma vez que nem a família de Francisco Lázaro, nem o Comité Olímpico de Portugal tinham capacidade financeira para transladar o cadáver para Portugal. Por solidariedade, o rei Gustavo V da Suécia ordenou que a Coroa sueca pagasse todas as despesas fúnebres, incluindo a transladação do corpo de Francisco Lázaro num navio da marinha sueca até Lisboa, onde foi sepultado no cemitério de Benfica.
No dia 20 de Julho de 1912, 24 000 pessoas que estavam no estádio prestaram as homenagens póstumas a Lázaro como a primeira vítima mortal dos Jogos Olímpicos, uma iniciativa do então príncipe Gustavo Adolfo da Suécia, que, comovido com a trágica morte de Lázaro, se deslocou à residência do embaixador de Portugal em Estocolmo e anunciou a realização de uma homenagem a Francisco Lázaro, sob a forma de um festival desportivo em que foram angariadas cerca de 14 mil coroas suecas como forma de ajudar a filha de Francisco Lázaro, nascida quatro meses após a morte do pai. Pierre de Coubertin enviou condolências à família Lázaro.

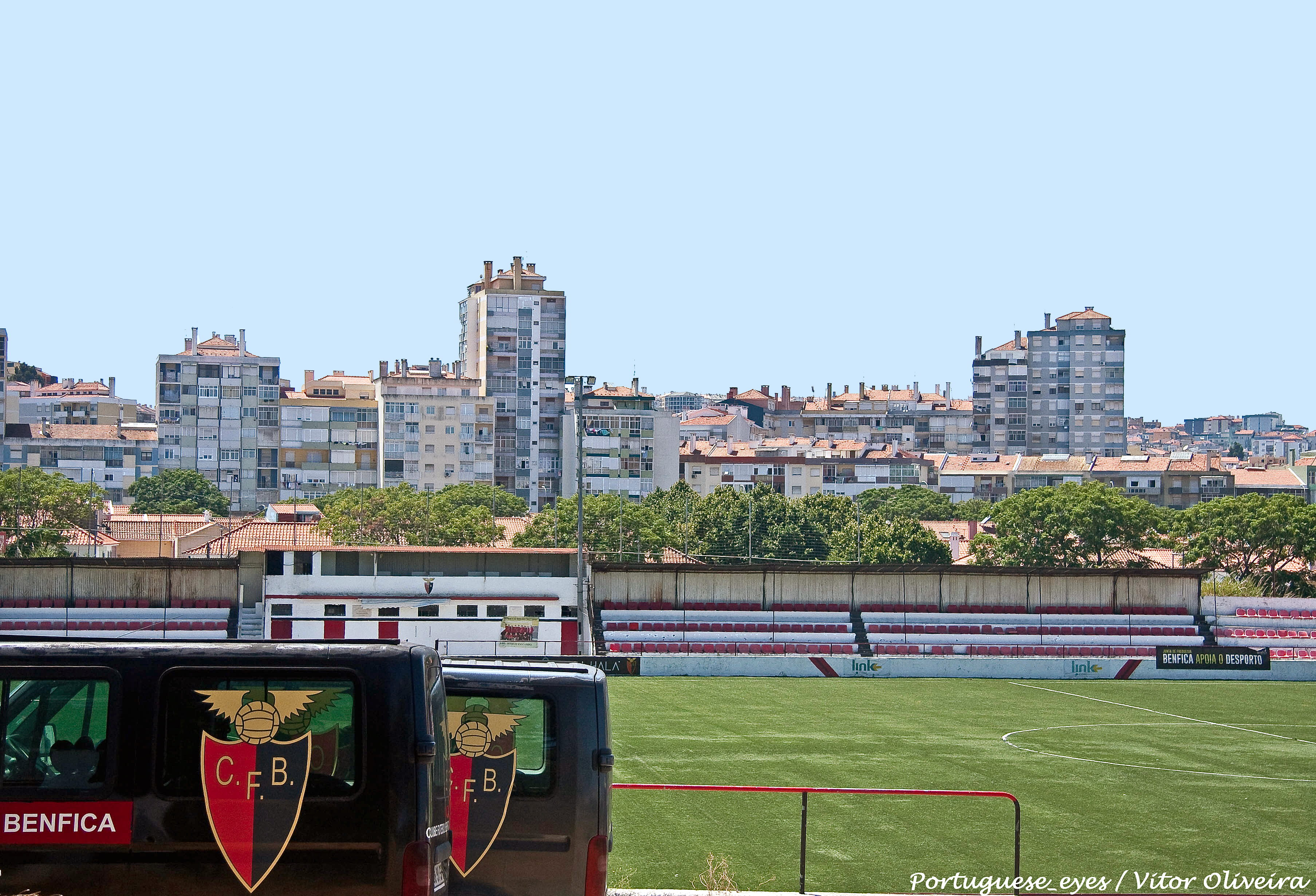
Estádio Francisco Lázaro

### Homenagens
O nome de Francisco Lázaro tornou-se num dos mais lendários do desporto português. O seu nome foi dado a uma rua de Lisboa e ao pequeno estádio do Clube Futebol Benfica. No estádio olímpico de Estocolmo, existe uma placa de homenagem a Francisco Lázaro na porta da maratona.
O romance Cemitério de Pianos, de José Luís Peixoto, tem inspiração na figura de Francisco Lázaro. A personagem central do romance chama-se Francisco Lázaro e partilha parte da sua história.
O diplomata André Oliveira redigiu um romance baseado na estória de Lázaro, Corro para a Eternidade, editado pela Gradiva em Portugal em junho de 2013, na Suécia, sob o título Maraton till evigheten em novembro de 2013 e previa-se que em novembro de 2014 essa «obra inovadora baseada num episódio de desporto» seria publicada, em árabe, nos Emirados Árabes Unidos. O livro foi integrado em 2013 no Plano Nacional de Leitura do Ministério da Educação e Ciência.